# الرسم الفلمنكي الباروكي

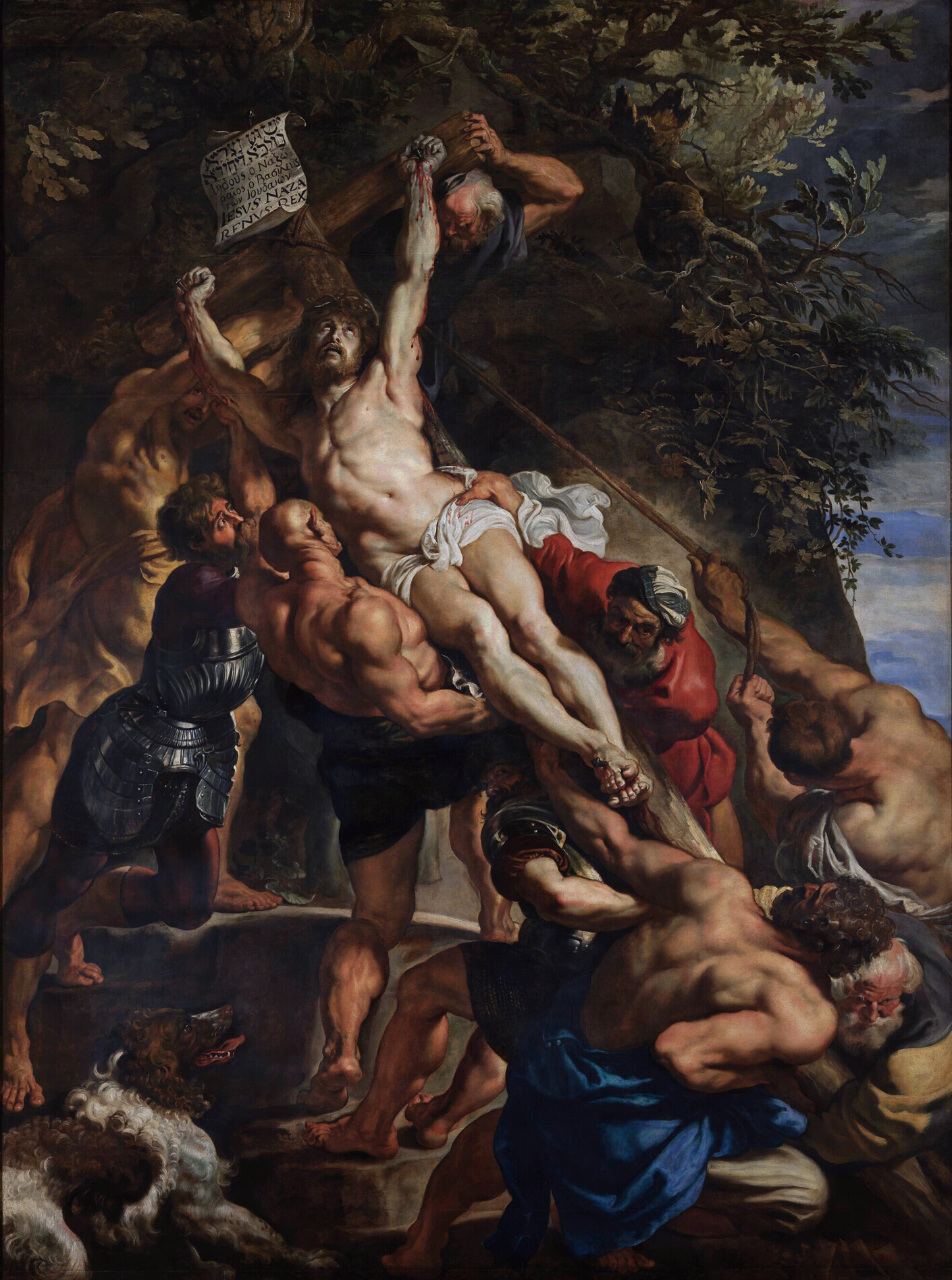

يشير الرسم الفلمنكي الباروكي إلى فن جنوب هولندا خلال فترة خضوعها للسيطرة الإسبانية في القرنين السادس والسابع عشر. بدأت هذه الفترة تقريبًا عند تقسيم الجمهورية الهولندية من مناطق هابسبورغ وحتى الجنوب مع إعادة سيطرة إسبانيا على أنتويرب في عام 1585، واستمرت حتى نحو عام 1700، عندما انتهت سلطة هابسبورغ بوفاة الملك تشارلز الثاني. كانت أنتويرب موطنًا للفنانين البارزين أمثال بيتر بول روبنز وأنطوني فان ديك ياكوب يوردانس الذين شكلوا الرابطة الفنية، في حين شملت المدن البارزة الأخرى بروكسل وغنت.
امتلك روبنز على وجه الخصوص تأثيرًا قويًا على الثقافة البصرية في القرن السابع عشر، إذ ساعدت مساهماته في جعل مدينة أنتويرب واحدة من المدن الفنية الرئيسية في أوروبا، وخصوصًا فيما يتعلق بصورة الإصلاح المضاد، وكان لطالبه فان ديك دور فعال في تأسيس اتجاهات جديدة في فن التصوير الإنكليزي. تتماثل التطورات في الرسم الفلمنكي الباروكي مع تلك الموجودة في لوحات العصر الذهبي الهولندي، مع وجود فنانين متخصصين في الرسم القصصي والبورتريه ورسم النوع ورسم المناظر الطبيعية والطبيعة الصامتة.

## الخصائص العامة
شملت «الفلمنكية» في هذا السياق وفي فترات فنية مثل «البدائية الفلمنكية» (في الإنجليزية اليوم الرسم الهولندي المبكر)، وغالبًا ما تشمل المناطق التي ليس لها صلة بفلاندرز الحديثة، بما فيها دوقية برابنت وأسقفية أمير لييج المستقلة. أصبحت أنتويرب المدينة الرئيسية للإنتاج الفني المبتكر بحلول القرن السابع عشر، ويعود الفضل الأكبر في هذا إلى روبنز. اعتبرت بروكسل مهمة أيضًا باعتبارها مدينة البلاط، فاجتذبت ديفيد تينيرز الأصغر في وقت لاحق من هذا القرن.

### المانييريزمو المتأخرة
على الرغم من أن اللوحات التي أُنتجت في نهاية القرن السادس عشر تنتمي إلى أساليب «المانريست الشمالية» وعصر النهضة المتأخر التي كانت شائعة في جميع أنحاء أوروبا، إلا أن بعض الفنانين مثل أوتو فان فيين وآدم فان نورت ومارتن دي فوس وأسرة فرانكن التي كان لها على وجه الخصوص دورًا أساسيًا في تحديد سمات مرحلة الباروك المحلية. رسموا العديد من اللوحات التي وضعت خلف مذبح الكنيسة بين عام 1585 وأوائل القرن السابع عشر، لتحل محل تلك التي دُمرت خلال تحطيم الأيقونات الذي انتشر في عام 1566. أصبح فرانس فرانكن الأصغر وجان بروغيل الأكبر مهمين خلال هذه الفترة بالنسبة للوحات الصغيرة، وغالبًا ما تناولت لوحاتهما الموضوعات الأسطورية والتاريخية.

### عصر روبنز
أمضى بيتر بول روبنز (1577-1640)، وهو طالب كل من أوتو فان فيين وآدم فان نورت، ثماني سنوات في إيطايا (1600-1608)، درس خلالها أمثلة من الكلاسيكية القديمة وعصر النهضة الإيطالية والفنانين المعاصرين آدن إلشمير وكارافاغيو. أنشأ بعد عودته إلى أنتويرب مرسمًا مهمًا، ودرب عددًا من الطلاب مثل انتوني فان ديك، ومارس تأثيرًا قويًا على اتجاه الفن الفلمنكي. تأثر معظم الفنانين النشيطين في المدينة بشكل مباشر بروبنز، وذلك خلال النصف الأول من القرن السابع عشر.

### التخصصات والتعاون
يتميز الفن الفلمنكي بكمية كبيرة من التعاونات بين الفنانين الكبار المستقلين، إذ كان يرتبط جزئيًا بالميل المحلي للتخصص في مجال معين. فعلى سبيل المثال، كان فرانس سنايدرز، رسامًا للحيوان، بينما كان جان بروغيل الأكبر سنًا يحظى بالإعجاب بسبب لوحات المناظر الطبيعية والنباتات. عمل كلا الفنانين مع روبنز، الذي غالبًا ما كان يرسم الأجساد، لإنشاء لوحات تعاونية.

### الابتكارات
كانت لوحات الأزهار تمثل الطبيعة الصامتة التي طورها نحو عام 1600 فنانون مثل جان بروغيل الأكبر، جزءًا من الابتكار الفلمنكي الذي تردد صداه في الجمهورية الهولندية من خلال أعمال أمبروسيوس بوسشارت المولود في أنتويرب (1573-1621). تطور هذا النوع الجديد ليصبح نوعًا كاثوليكيًا على وجه التحديد، يُعرف بأزهار الإكليل. تشمل الأنواع الأخرى من اللوحات المرتبطة ارتباطًا وثيقًا بالفلمنكية الباروكية مشاهد الصيد الهائلة التي رسمها روبنز وسنايدر، ورسومات المعرض لفنانين مثل ويليام فان هيشت وديفيد تينيرز الأصغر.

## الرسم القصصي
يعتبر الباحثون النظريون في القرن السابع عشر الرسم القصصي الذي يشمل الموضوعات التوراتية والأسطورية والتاريخية الفن الأكثر نبلًا. كان أبراهام يانسن رسامًا مهمًا في الرسم القصصي في أنتويرب بين عامي 1600 و1620، على الرغم من أن روبنز كان الرائد بعد عام 1609. كان فان ديك وياكوب يوردانس نشطين في مشاهد الرسم القصصي الضخمة. كان من بين الفنانين البارزين الآخرين الذين عملوا بأسلوب روبنز، غاسبار دي كرير، الذي كان ناشطًا في بروكسل وأرتوس وولفورت وكورنيليس دي فوس وجان كوسيرز وثيودور فان ثولدين وأبراهام فان ديبنبيك وجان بوخوركست. جمع رسامو القصص نفوذًا محليًا من روبنز مع معرفة الكلاسيكية والصفات الباروكية الإيطالية. من بين الفنانين في هذا المجال إراسموس كيلينوس الأصغر، وجان فان دن هويكي وبيتر فان لينت وكورنيليس شوت وتوماس ويلبويرت بوشارت. تحول العديد من الرسامين إلى أنتوني فان ديك في وقت لاحق من هذا القرن باعتباره مؤثرًا رئيسيًا. كان من بينهم بيتر ثيجس ولوكاس فرانشويز وفنانون ألهمهم فن الباروك المتأخر، مثل ثيودور بويرمانز وجان إراسموس كيلينوس.